# Middelplaten
Middelplaten sono un gruppo di tre isole disabitate dei Paesi Bassi, adibite a riserva naturale, situate nel Veerse Meer nella provincia della Zelanda. Il nome delle isole, che tradotto letteralmente in italiano significa "banchi di sabbia di mezzo", si riferisce al fatto che le isole si trovano a metà del Veerse Meer.
Gli ampi prati di queste isole, sono luoghi ideali per la nidificazione di uccelli tra i quali avocette, volpoca, sterne e colonie di spatole e cormorani. In inverno, sulle isole, si possono anche trovare grandi gruppi di fischione, oche lombardella e oche facciabianca.
Le isole non ospitano solo una grande una varietà di uccelli, ma anche molte piante non comuni tra cui la lingua di serpente, la perlina rossa e il rhinanthus angustifolius. Prosperano anche alcune specie di orchidee quali la dactylorhiza praetermissa e l'elleborina palustre. È inoltre possibile trovare rare piante alofite, adatte a suoli salini, quali la salicornia europaea, la puccinellietum fasciculatae e la sagina maritima.
Le Middelplaten ospitano dal 1992 una mandria di cavalli avelignesi allo stato selvatico. I cavalli vengono controllati 2 volte l'anno per la cura degli zoccoli e la sverminazione. La presenza dei cavalli, che utilizzano la prateria come pascolo aperto, serve a mantenere l'equilibrio naturale delle piante erbacee.